# Pont de la Motte
Pour les articles homonymes, voir Pont de la Motte (homonymie).
Le pont de la Motte est un pont routier et piéton sur la Seymaz, situé dans le canton de Genève, sur la commune de Meinier.

## Localisation
Le pont de la Motte, est le premier pont le plus en amont de la Seymaz. Il se trouve à la fin de la zone marécageuse de la Touvière, à mi-chemin entre les ruines du Château de Rouelbeau et la frontière avec la commune de Choulex.
Parmi les nombreux projets de renaturation de la Seymaz, une vanne a été construite en 2005 en amont du pont pour maîtriser les crues les plus importantes de la rivière. De plus, entre le pont de la Motte et le pont de Chevrier, le cours de la Seymaz, encore canalisé en 2007, est l'objet d'un projet qui doit débuter en 2008. 

## Sources
1. ↑  nike-kultur.ch, « Domaine de La Touvière et paysage de la Haute-Seymaz » (consulté le 1er octobre 2007)
2. ↑  Direction du Domaine de l'eau, « La renaturation et protection contre les crues » (consulté le 1er octobre 2007)
3. ↑  swiss-architects.com, « atelier barthassat & menoud, responsable du projet » (consulté le 30 septembre 2007)